# 1615 en France
Chronologie de la France
- 1611
- 1612
- 1613
- 1614
- 1615
- 1616
- 1617
- 1618
- 1619

## Événements
- 2 janvier : arrêt de la cour de parlement de Paris en faveur de la proposition du tiers état touchant la souveraineté du roi au temporel[1].

- 5 février : affaire Marcillac[2]. Le prince de Condé chasse de son service Marcillac, comte de La Rochefoucauld, qu’il soupçonne de  renseigner la reine sur ses agissements. Celui-ci est aussitôt nommé gentilhomme ordinaire du roi et capitaine des gardes. Condé le fait battre par ses gardes conduits par Louis d’Aloigny, marquis de Rochefort, rue Saint-Honoré le 5 février[3].
- 17 février : les députés du clergé aux États généraux demandent l’application en France des canons et décrets du concile de Trente[1].
- 23 février : fermeture des États généraux, les derniers avant 1789 et remise des cahiers de doléance[4]. Le pouvoir de Marie de Médicis est renforcé.

- 1er mars : Luynes, favori du roi, devient gouverneur d’Amboise à la suite de la démission du prince de Condé[1].
- 24 mars : le roi convoque les députés des États généraux au Louvre[1].
- 28 mars : le parlement de Paris, inspiré par Condé, prétend reconstituer la curia regis et d’imposer au roi le contrôle permanent des aristocraties de robe et d’épée[1]. Il proteste contre le gaspillage des finances, l’accaparement des places par des étrangers (Concini), l’abandon des alliances protestantes, l’incompétence et la corruption de l’administration… Le 23 mai, le roi signifie au parlement de renoncer à ses prétentions mais conserve le droit annuel aux officiers et sursoit à l’abolition de la vénalité des offices.

- 2 avril : début de la construction du palais du Luxembourg par Salomon de Brosse[5] (fin en 1630).
- 23 avril : l’édit d’expulsion des Juifs du 17 septembre 1394 est renouvelé[6] (il n’a été appliqué ni en Guyenne, ni à Metz).

- 18 mai : édit confirmant la vénalité des charges et la perception du droit annuel[1].
- 21 mai : Condé quitte la cour et s’installe à Creil. Il mobilise des troupes pour empêcher le voyage de la cour vers la frontière espagnole[1]. Fin juin, il est rejoint par les ducs de Bouillon, de Longueville et de Mayenne dans son domaine de Clermont-en-Beauvaisis[4].
- 22 mai : une délégation de conseillers présente les remontrances du Parlement au Conseil du roi[1].
- 23 mai : arrêt du Conseil du roi qui casse et annule l’arrêt du 28 mars et les remontrances du 22 mai[1].

- 14 juin : Luynes reçoit la charge de capitaine des Tuileries[1].
- 23 juin : un arrêt du Parlement enjoint au prince de Condé de cesser ses rassemblements de troupes[1].

- 7 juillet : assemblée décennale du clergé de France : elle décide la mise en application des décrets du concile de Trente, manifestant son indépendance à l’égard du pouvoir temporel.
- 11 juillet : crue de la Seine[7].
- 22 juillet : assassinat à Amiens du sergent-major Pierre de Prouville par les hommes du gouverneur de la ville, Concini. Des émeutes, suscités par le duc de Longueville, éclatent contre la garnison italienne de la ville[8].

- 9 août : révolte de Condé qui converge avec l’opposition parlementaire et publication d’un manifeste[4]. Il parvient à déclencher une deuxième guerre civile.
- 14 août : Concini est nommé général de l’armée en Picardie[1].
- 17 août : Marie de Médicis, le roi et sa sœur la princesse Élisabeth quittent Paris pour Bordeaux, escortés par le duc de Guise[9].

- 10 septembre : déclaration royale contre les rebelles et leurs chefs[1].
- 30 septembre : les rebelles prennent Château-Thierry[1].
- 3 octobre : le prince de Condé s’empare d’Épernay[1].

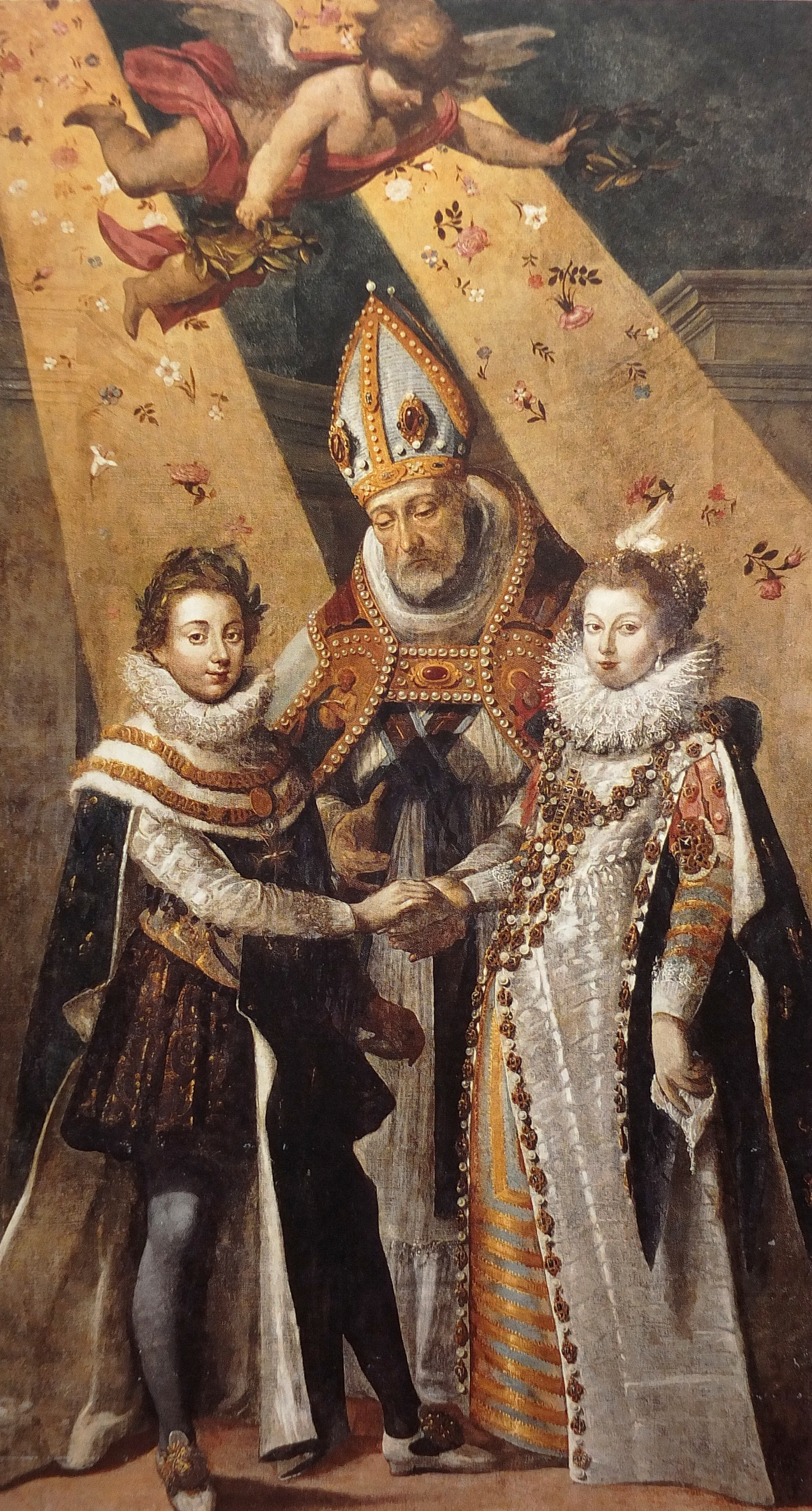
Le Mariage de Louis XIII, Roi de France et de Navarre, et d'Anne d'Autriche de Jean Chalette, commandée par les Capitouls de Toulouse en 1615.

- 7 octobre : arrivée de la cour à Bordeaux[9].
- 14 octobre : manifeste du prince de Condé contre « les ennemis du roi et de l’État »[1].
- 18 octobre :
  - mariage de Louis XIII et d’Anne d’Autriche par procuration à Burgos[10].
  - mariage d’Élisabeth de France et du prince des Asturies par procuration à Bordeaux[9].
- 21 octobre : l’avant-garde de l’armée des princes rebelles commandée par le prince de Tingry est battue au bourg de Chanlay, près de Joigny par le marquis de Choiseul-Praslin à la tête des troupes royales[4].

- 9 novembre : « échange des princesses » entre la France et l’Espagne sur la Bidassoa[10].
- 14 novembre : Luynes entre au Conseil d’État[11].
- 25 novembre : 
  - Louis XIII épouse Anne d’Autriche, fille de Philippe III d’Espagne à Bordeaux[10].
  - mariage en Espagne d’Élisabeth de France et du prince des Asturies, futur Philippe IV d’Espagne[12].
- 2 décembre : Louis III de Guise, archevêque de Reims, pair de France, est créé cardinal par le pape Paul V[13].

- Antoine de Montchrestien publie pendant les États généraux son Traité de l’économie politique[14] : politique manufacturière et maritime, protectionnisme…
- Gel d’oliviers en Languedoc[15].